# Piechanin
Piechanin (pol. hist. Piechinino) – wieś w Polsce położona w województwie wielkopolskim, w powiecie kościańskim, w gminie Czempiń.

## Historia
Miejscowość pierwotnie była związana z Wielkopolską. Istnieje co najmniej od drugiej połowy XIV wieku i ma średniowieczną metrykę. Po raz pierwszy w źródłach historycznych odnotowana została w łacińskim dokumencie z 1387 jako "Pechynyno". W 1387 odnotowano odmiejscowe nazwisko pochodzące od nazwy wsi "Pechnynsky", w 1388 "Pechinino", 1396 "Pechenino", 1398 "Pechenyno, Pechinyno", 1398 "Pechynino", 1399 "Pechonino", 1399 "Pechnino", 1400 "Pechnyno", 1403 "magnum Piechinino", 1405 "Pyechynino", 1406 "in Pechnina", 1408 "Pechnine", 1424 "Piechinino", 1429 "Pyechnyno", 1446 "Pyechynyno", 1446 "Pyechy nin, Pyechynino", 1451 "Pyechnino".
Wieś leżała w dobrach czempińskich i początkowo była własnością szlachecką, należącą do szlacheckiego rodu Piechnińskich, którzy od nazwy wsi przyjęli odmiejscowe nazwisko. Na gruntach wsi Piechanino w XIV wieku powstało miasto Czempiń, które przez długi czas, aż do połowy XV wieku nazywane było prawie wyłącznie miastem Piechinino. Lokacja Czempinia nastąpiła przed 1399, a po lokacji miasta pozostała osobna wieś Piechanino, znajdująca się około dwa kilometry na północ od Czempinia. Kościół parafialny, który był wzmiankowany już od 1387, znalazł się w nowo lokowanym mieście. Historycy uważają więc, że ośrodek wsi Piechanino pierwotnie położony był w miejscu późniejszego Czempinia, ale w związku z lokacją miasta przeniesiono siedlisko wsi w dzisiejsze miejsce. Według drugiej hipotezy kościół zbudowano dopiero w związku z lokacją nowego miasta. W 1530 Piechanin leżał w powiecie kościańskim województwa poznańskiego w Koronie Królestwa Polskiego. W 1530 wieś odnotowana została w parafii Czempiń.
W 1387 w dobrach czempińskich wspomniany został Dobrogost Piechiniński, którego historycy uważają za identycznego z Dobrogostem z Szamotuł i który od nazwy Piechanina przyjął odmiejscowe nazwisko. W latach 1387-1399 jako świadek w dwóch dokumentach odnotowany został także Kielcz Piechiniński. W latach 1406-1446 jako właściciel we wsi odnotowany został Dobrogost z Szamotuł. W 1406 toczył proces z Filipem Cieleckim o 1/9 Piechanina. W 1408 toczył sprawę o wieś z Mikołajem Zwanowskim. W 1419 wraz z bratem Wincentym kupili od Arkembolda z Orla Wielkiego należącą do niego część Piechanina. W 1423 Dobrogost oraz Wincenty zapisali m.in. na Piechaninie czynsz dla mansjonarzy w Szamotułach. W 1446 wieś Piechanino leżała w dobrach Czempiń, kupionych przez Bnińskich od Małgorzaty z Szamotuł księżnej raciborskiej.
W 1424 Wichna z Piechanina toczyła proces z Bodzentą z Piotrkowic o połowę łana oraz o trzy grzywny. W 1429 w Piechaninie miała odbyć się sesja sądu w sprawie pomiędzy Abrahamem Zbąskim herbu Nałęcz oraz jego poręczycielami, a Stefanem Rzeszotarzewskim i Przedpełkiem Łęckim, która to sprawa dotyczyła kasztelana międzyrzeckiego Wincentego Świdwy oraz jego braci. W latach 1448-1459 właścicielem we wsi był Jan Bniński z Czempinia. W 1448 posiadał Czempiń wraz z okolicznymi wsiami, w tym m.in. z Piechininkiem (oryg. "Pyechinynsko") oraz z Piechaninem. W 1451 Jan wraz z mieszczanami oraz kmieciami z Czempinia oraz Piechanina wykupił czynsz zapisany w 1423. W 1459 wdowa po nim miała oprawę wdowią m.in. na Piechaninie oraz na Piechininku.
W 1463 syn Jana, Andrzej Bniński dał dobra Czempiń, a w tym m.in. wieś Piechanin, swemu bratu stryjecznemu Mikołajowi z Bnina, synowi Piotra Bnińskiego, brata Jana. W latach 1501-1523 Łukasz z Górki posiadał, m.in. Czempiń z wsiami Borowo, Borówko, Tarnowo i Piechanino. W 1534 syn Łukasza, Andrzej z Górki sprzedał z zastrzeżeniem prawa wykupu Andrzejowi Jaktorowskiemu 80 złotych czynszu z Czempinia oraz przyległych wsi, w tym m.in. z Piechanina. W 1575 syn Andrzeja Stanisław z Górki sprzedał Janowi Malechowskiemu Czempiń wraz z wsiami Tarnowo, Piechanino oraz Borówko.
Ze źródeł kościelnych zachowały się zapisy o wsi. W 1473 Mikołaj Sostek sołtys piechaniński zapisał altarii w Czempiniu czynsz w wysokości 0,5 grzywny na swoim sołectwie. Według zapisu z 1563 sołtys miał we wsi dwa łany. W 1510 dziesięcinę z Piechanina płacono dla plebana w Czempiniu.
Miejscowość odnotowały również historyczne rejestry podatkowe. W 1510 w Piechaninie było 16 łanów oraz nie było karczmy, ale wyszynkiem zajmował się miejscowy kmieć. W 1530 miał miejsce pobór od 6 łanów. W 1563 pobrano podatki od 15 łanów oraz dwóch łanów należących do sołtysa. W 1581 miał miejsce pobór od 13 łanów oraz od dwóch komorników.
Źródła historyczne odnotowały także zwykłych mieszkańców wsi, miejscowych kmiecie, a częściowo, ze względu na wspólną historię, także mieszczan czępińskich. W 1395 wspomniany został Jakub Sroka,w  1396 Michał, w 1398 Jan, Sroka, Piotr, Jakub, Mikołaj, Wawrzek, Taras, Stanisław, Jan Bratek, Bieczyna, Piotr Drobot, Paweł Czeszek, w latach 1398-1399 Czabel, a w 1399 Świętek.
Wskutek II rozbioru Polski w 1793, miejscowość przeszła pod władanie Prus i jak cała Wielkopolska znalazła się w zaborze pruskim. W okresie Wielkiego Księstwa Poznańskiego (1815-1848) miejscowość wzmiankowana jako Piechanin należała do wsi większych w ówczesnym pruskim powiecie Kosten rejencji poznańskiej. Piechanin należał do okręgu czempińskiego tego powiatu i stanowił część prywatnego majątku Borówko, którego właścicielem był wówczas Nieczkowski. Według spisu urzędowego z 1837 roku Piechanin liczył 251 mieszkańców, którzy zamieszkiwali 27 dymów (domostw).
W latach 1975–1998 miejscowość administracyjnie należała do województwa poznańskiego.